# Hammerwerk Laaber

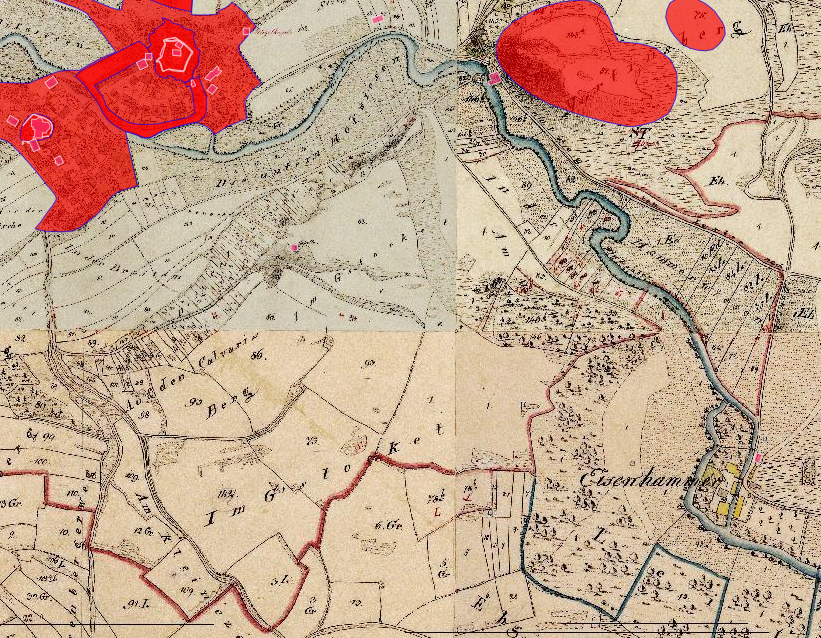
Lageplan von Laaber auf dem Urkataster von Bayern

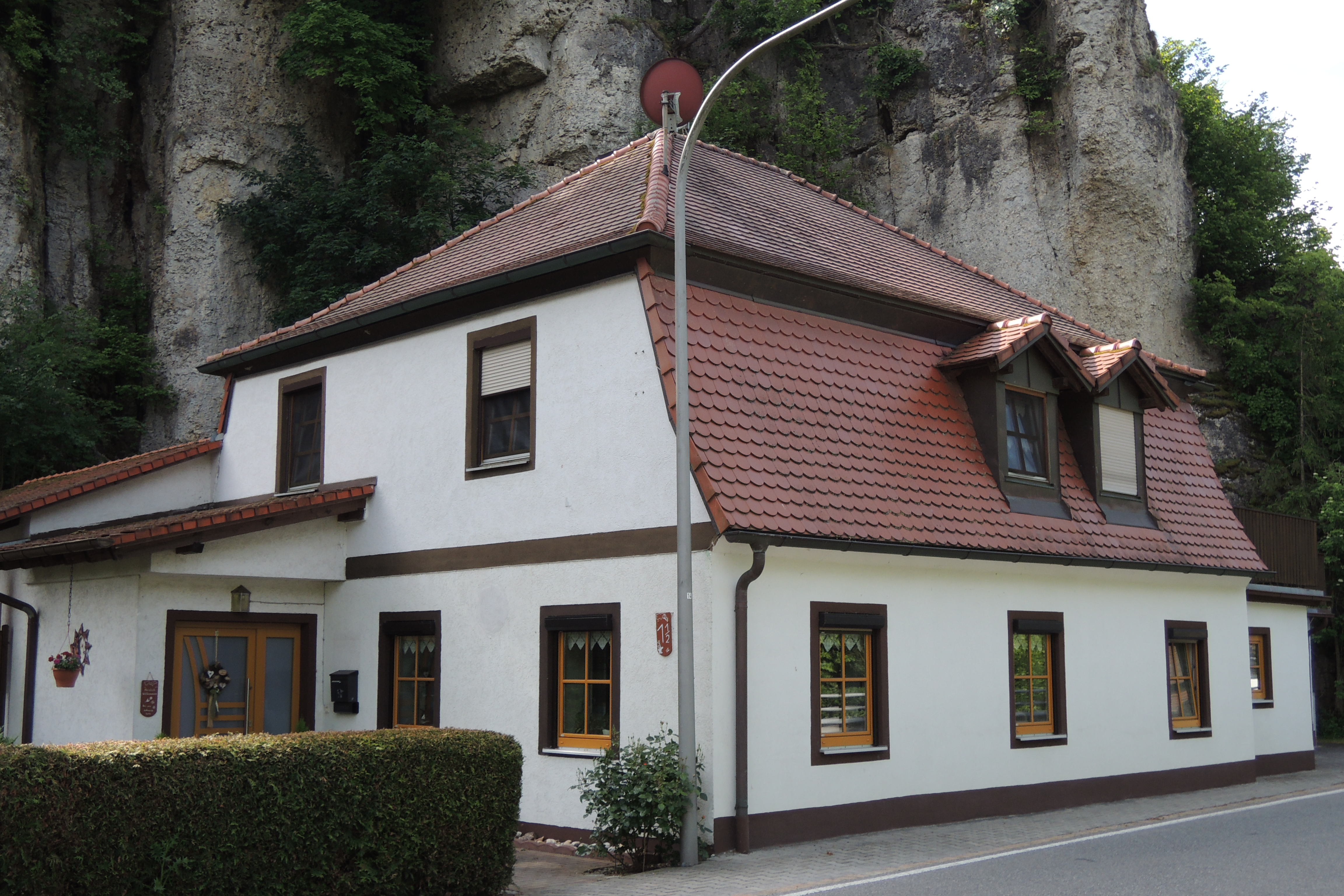
Eisenhammer in Laaber

Das Hammerwerk Laaber befand sich in dem gleichnamigen Oberpfälzer Ort Laaber. Der Hammer wurde vom Wasser der Schwarzen Laber betrieben. Das Werk wurde im 14. Jahrhundert gegründet und ist im 17. Jahrhundert abgegangen. Er hieß anfänglich Oberer Fürstenhammer (der Untere Fürstenhammer war der Eisenhammer Edlhausen), vom 14. bis zum 15. Jahrhundert war dies ein Eisenhammer, vom 16. bis zum 17. Jahrhundert ein Blechhammer.

## Geschichte
Der Hammermeister Seyfried Prenner trat am 22. Oktober 1387 mit seinem Schienhammer der Oberpfälzer Hammereinigung bei. Das Erz, das in einem Zerennherd geschmolzen und in einem Wellherd zu Schienen oder Stäben verarbeitet wurde, stammte aus Amberg. Von dort wurde es mit Schiffen über Vils und Naab bis nach Regensburg zur Eisenlände gebracht und gelangte dann auf dem Landweg nach Laaber. In einem Salbuch von 1514 über das Amt Laaber wird in dem Ort ein Hammerlehen, zwei Mühlen und eine neue Sägemühle erwähnt.
Für den Beginn des 17. Jahrhunderts wird hier ein Blechhammer genannt, wobei unklar ist, ob dieser mit dem früheren Schienhammer übereinstimmt. 1605/1606 wird auf Befehl von Herzog Philipp Ludwig ein Zainhammer errichtet, der feinere Eisensorten wie Flachstäbe und Vierkanteisen produzierte, die von Schmieden und Drahthämmern weiterverarbeitet wurden. Ein Teil des Roheisens wurde von dem Eisenwerk in Pielenhofen bezogen. Der Hammer stand im Eigentum des Landesherren Wolfgang Wilhelm von Pfalz-Neuburg.

„Hoc et sequenti anno sindt die hammer an der Labar von unseren gnd. Fürsten und herrn Herzog Philipps Ludwig pfaltzgraven durch frembte Steuermarkische werkleuth aufgerichtet worden, und ist der erste gewesen, der gegen der pfarrwiesen über stehet.“

Das Werk in Laaber war auch während des Dreißigjährigen Kriegs noch in Betrieb. 1623 wurde das Werk zugleich mit dem in Pielenhofen von Johann Faber verwaltet. 1630 war das Werk, wie aufgrund einer noch vorhandenen Jahresrechnung belegt ist, noch in Betrieb.
Das Werk dürfte im Vormarkt beim Schleifbräu gestanden haben. 1811 wird hier Georg Hoffmann als Besitzer der Spiegelglasschleife genannt, der hier auch die erste Privatbrauerei von Laaber gründete. Das ehemalige Hammerhaus ist heute unter der Aktennummer D-3-75-162-29  als denkmalgeschütztes Baudenkmal von Eisenhammer verzeichnet.